# Vrdnik
Vrdnik (en serbe cyrillique : Врдник) est une localité de Serbie située dans la province autonome de Voïvodine. Elle fait partie de la municipalité d’Irig dans le district de Syrmie (Srem). Au recensement de 2011, elle comptait 3 092 habitants.
Vrdnik, officiellement classé parmi les villages de Serbie, est une communauté locale, c'est-à-dire une subdivision administrative, de la municipalité d'Irig ; le nom administratif de la communauté est Banja Vrdnik. Le village est une station thermale. Sur son territoire se trouve le monastère de Vrdnik-Ravanica, un des 16 monastères orthodoxes serbes de la Fruška gora.

## Géographie

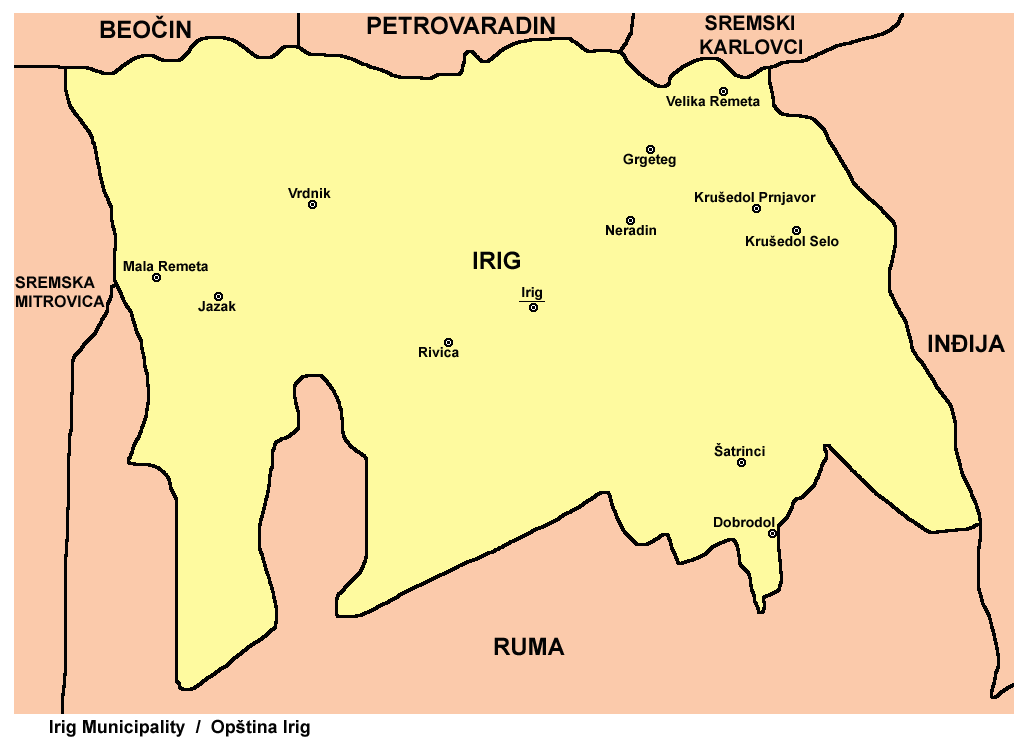
Localisation de Vrdnik dans la municipalité d'Irig

Vrdnik se trouve dans la région de Syrmie, sur les pentes méridionales du massif de la Fruška gora et sur un haut plateau de lœss dont l'altitude est comprise entre 181 et 260 mètres. Protégé par la montagne des vents du nord, le village bénéficie d'un climat plus chaud que certaines localités situées plus au sud mais exposées au nord.

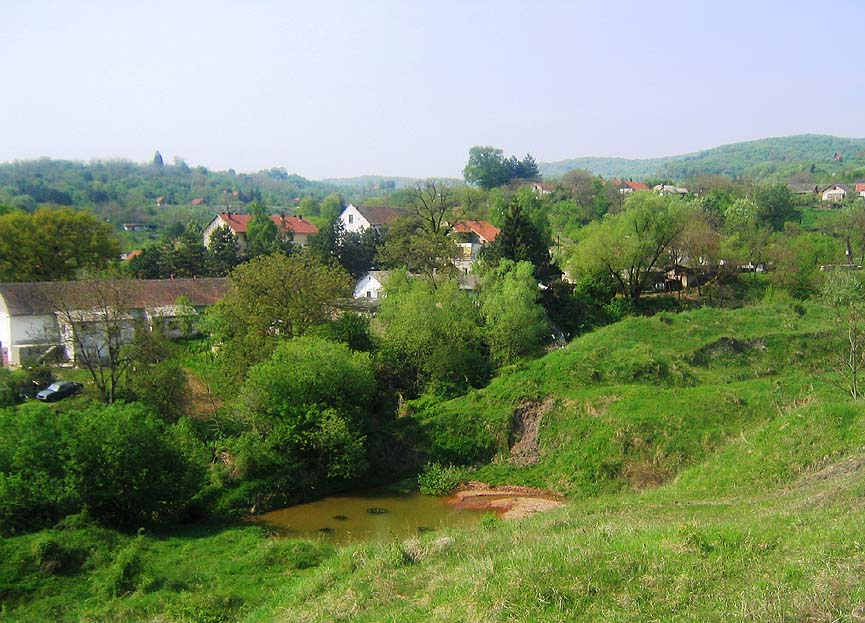
Vue générale de Vrdnik
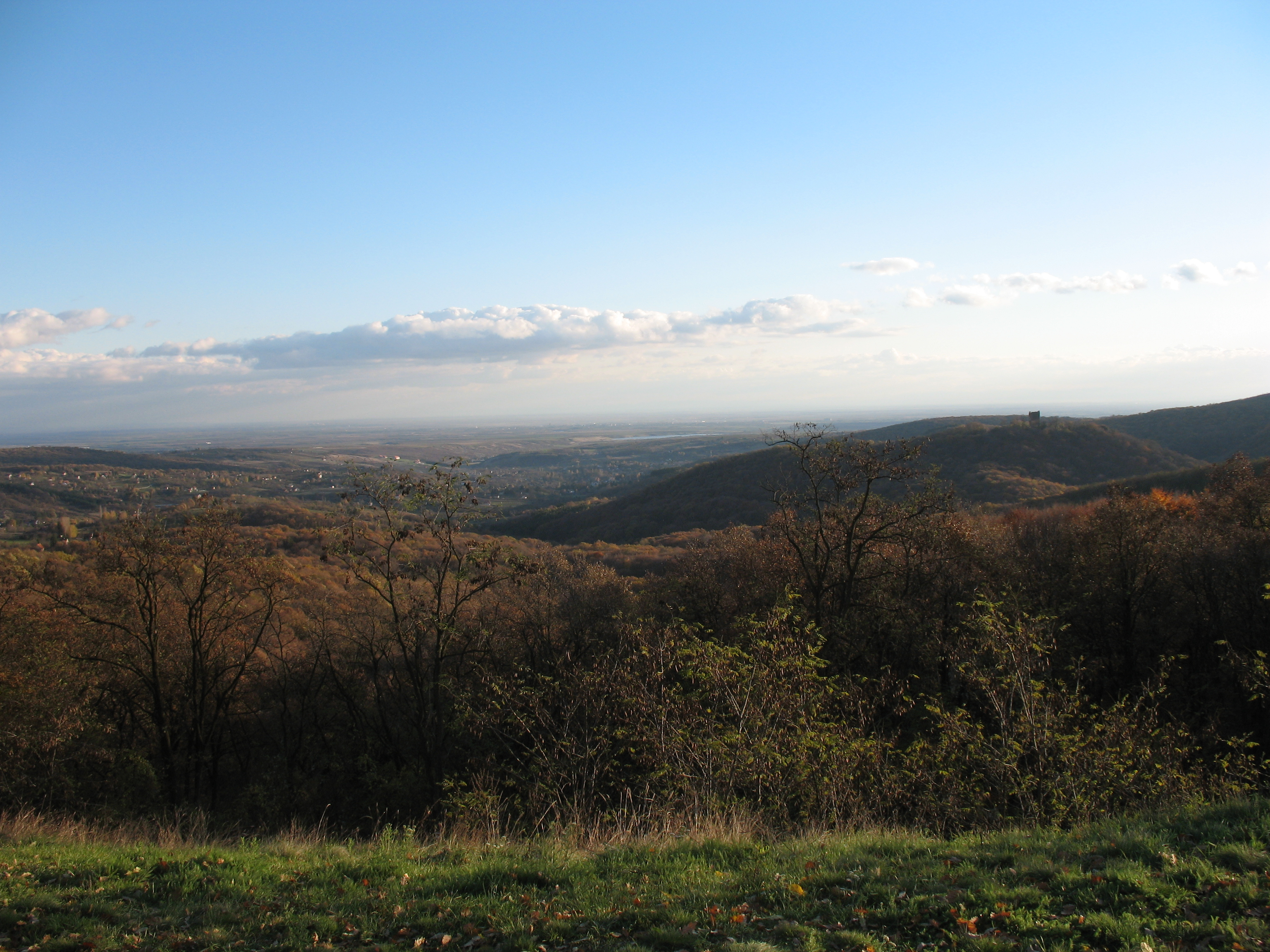
Vrdnik et sa région

## Histoire

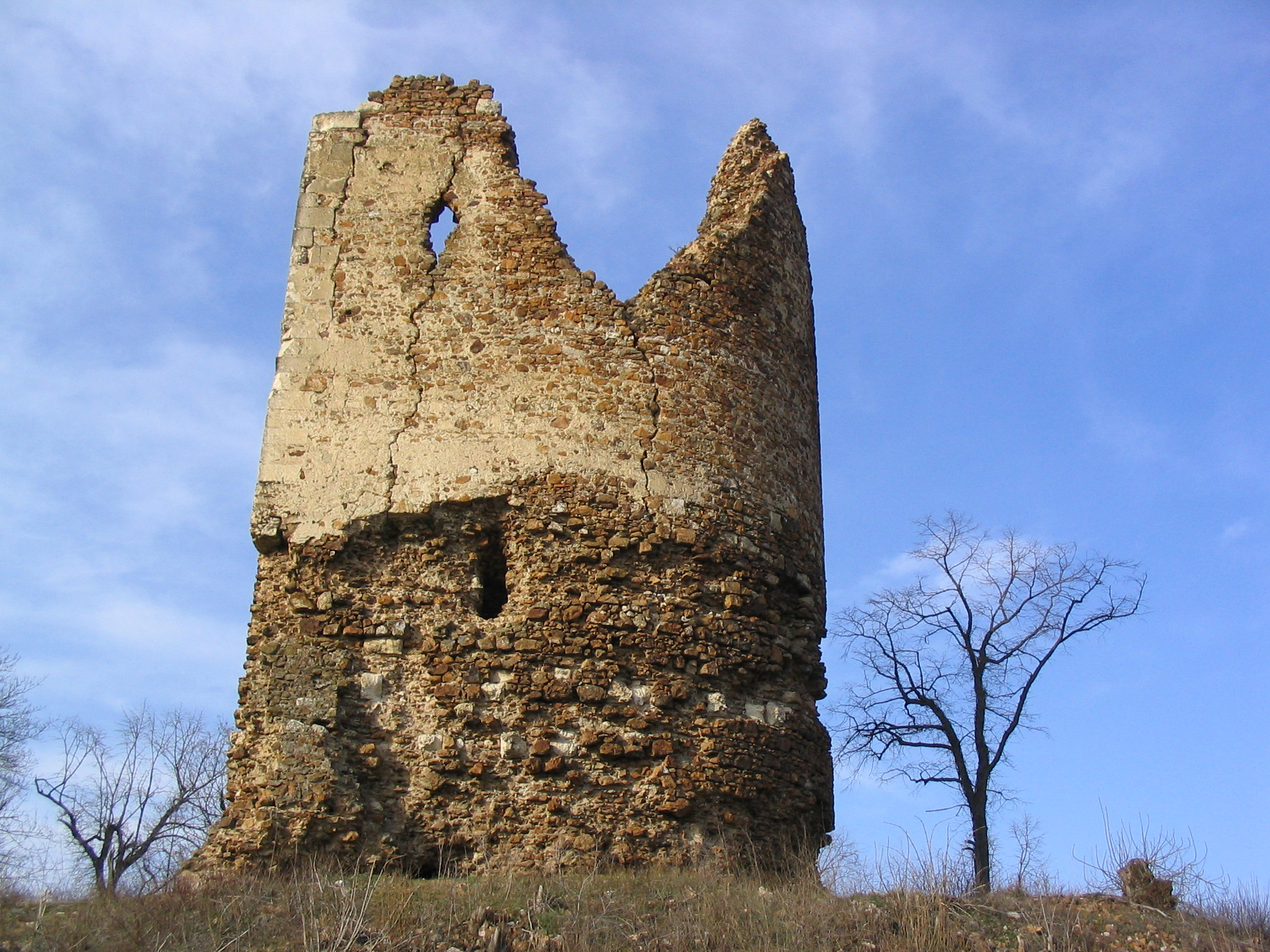
La tour de Vrdnik

Vrdnik est mentionné pour la première fois en 1315 pour sa forteresse construite par les Hongrois ; comme d'autres localités de la Fruška gora, le village se développa ensuite comme un prnjavor, un village rural habité par des serfs travaillant les terres du monastère de Ravanica. En revanche, le village disparaît des sources écrites après le XIVe siècle ; il est mentionné de nouveau en 1702. En 1734, Vrdnik comptait 63 foyers, nombre qui était tombé à 40 en 1756. En 1791, il comptait 151 foyers et 654 habitants.
En 1804, l'ouverture d'une mine de charbon accéléra le développement du village ; la mine fut d'abord la propriété du monastère de Ravanica puis, en 1945, la concession fut reprise par les frères Pavle et Vladislav Pejačević de Ruma ; à partir de 1874, la mine appartint au comte Guido Pongratz, de Zagreb. Elle ferma définitivement ses portes en 1968. De 1911 à 1954 fonctionna dans le village l'une des centrales thermiques au charbon les plus importantes de Voïvodine.

## Démographie

### Évolution historique de la population
| 1948  | 1953  | 1961  | 1971  | 1981  | 1991  | 2002  | 2011  |
| ----- | ----- | ----- | ----- | ----- | ----- | ----- | ----- |
| 4 070 | 4 153 | 4 610 | 4 072 | 3 612 | 3 495 | 3 704 | 3 092 |

|  |

### Données de 2002
Pyramide des âges (2002)
En 2002, l'âge moyen de la population était de 39,8 ans pour les hommes et 43,8 ans pour les femmes.
Répartition de la population par nationalités (2002)
En 2002, les Serbes représentaient 74,7 % de la population ; le village abritait notamment des minorités croates (4,8 %), hongroises (2,3 %), slovènes (2,1 %) et monténégrines (1,1 %).

### Données de 2011
En 2011, l'âge moyen de la population était de 45,4 ans, 43,4 ans pour les hommes et 47,3 ans pour les femmes.

## Vie locale
Vrdnik abrite une école élémentaire (en serbe : osnovna škola), l'école Milica Stojadinović-Srpkinja, qui accueille environ 700 élèves, avec des antennes dans les villages voisins de Jazak et de Mala Remeta. On y trouve aussi le centre culturel Vasa Bačić.
Le village possède un club de football, le FK Rudar, fondé en 1919, un club de basket-ball, le KK Termal, le club de tennis de table Zmajevac et le club d'échecs Rudar. On y trouve aussi la société de chasse Fazan et une association de randonneurs.
L'institut Termal propose toutes sortes de soins médicaux. En plus de cela, le village lui-même dispose de son propre centre médical, où l'on trouve deux médecins généralistes, un dentiste et quatre infirmières. Vrdnik accueille également de nombreux magasins (alimentation, chaussures, vêtements etc.), ainsi que des boutiques d'artisanat.

## Économie
Les terres arables couvrent environ 1 234 ha, soit environ 36,7 % de la superficie du village. Les vergers et les vignes s'étendent sur 273 ha (7,2 %) et les prairies et les pâturages 264 ha. La plus grande partie de Vrdnik est couverte de forêt, soit une superficie de 1 334,5 ha.
Contrairement aux autres localités de la municipalité d'Irig, Vrdnik a une tradition industrielle et, notamment, minière. Les mines de charbon, qui représentaient une activité importante du secteur, ont fermé en 1968. Les entreprises restantes sont en cours de privatisation.
Le thermalisme et le tourisme sont devenus des activités importantes dans le village.

## Tourisme

### Parc national
Le parc national de la Fruška gora a été créé en 1960, ; en 2000, le massif a été désigné comme une zone importante pour la conservation des oiseaux (en abrégé : ZICO).
Le complexe touristique privé de Ranč Platan, qui propose notamment des hébergements et des installations sportives, est situé sur le territoire de Vrdnik.

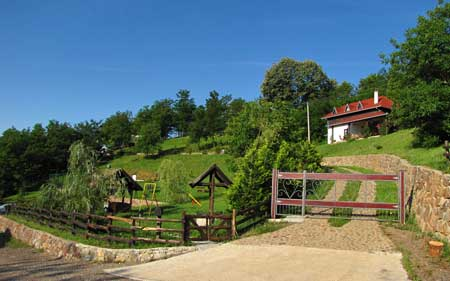
Le complexe touristique de Ranč Platan

### Thermalisme
Vrdnik possède des sources d'eaux minérales, dont une source d'eau acide qui jaillit dans la vallée du Vrdnički potok ; découverte en 1953, cette source débite environ 50 litres d'eau par minute à une température de 15,5 °C. Une seconde source a été formée lors de l'inondation de la mine de charbon de Vrdnik ; riche en sodium, en magnésium et en sulfure de sodium, elle jaillit à une température constante de 32,5 °C ; elle est notamment utilisée pour soigner les rhumatismes, les états post-opératoires et post-rhumatismaux de l'appareil locomoteur et de la moelle épinière, les états de convalescence et certaines douleurs, les maladies respiratoires et gynécologiques, les états migraineux ou encore les traumatismes liés au sport. Les soins sont organisés par l'institut Termal. La station thermale, appelée Banja Vrdnik, accueille les curistes et leurs invités ainsi que les touristes. On y trouve deux piscines, l'une couverte et l'autre en plein air, un sauna, des terrains de sport pour le football, le basket-ball et le volley-ball. L'hôtel propose 260 lits, un restaurant et une salle de réunion ou de congrès pouvant accueillir 500 personnes.

### Monuments culturels

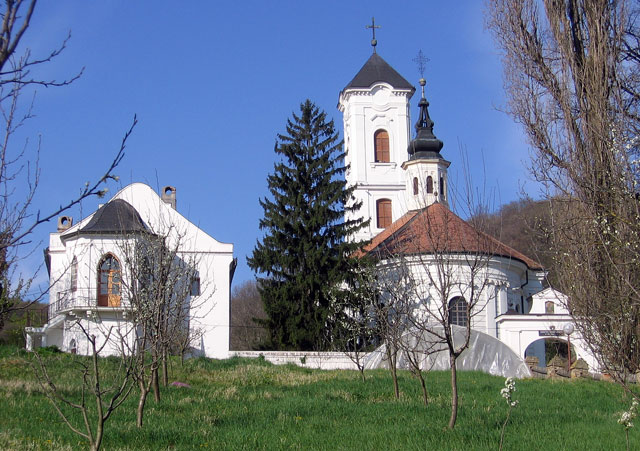
Le monastère de Vrdnik-Ravanica

Sur le territoire du village se trouve le monastère de Vrdnik-Ravanica, fondé à une date inconnue ; les archives indiquent que l'église a été construite au temps du patriarche Serafim, dans la seconde moitié du XVIe siècle. Le monastère est aujourd'hui classé sur la liste des monuments culturels d'importance exceptionnelle de la république de Serbie.
Vrdnik abrite plusieurs monuments culturels « de grande importance » : une tour du XIIIe siècle, l'église Saint-Jean-Baptiste, construite en 1777, et une centrale thermique au charbon construite en 1911 ; dans le village se trouve également une maison où vécut la poétesse Milica Stojadinović-Srpkinja, elle aussi classée.

## Transport
Environ 25 bus par jour relient Vrdnik à Irig et, au-delà, à Novi Sad et à Ruma.

## Personnalités
La poétesse serbe Milica Stojadinović-Srpkinja (1828-1878), née à Bukovac près de Petrovaradin, passa la plus grande partie de sa vie à Vrdnik.

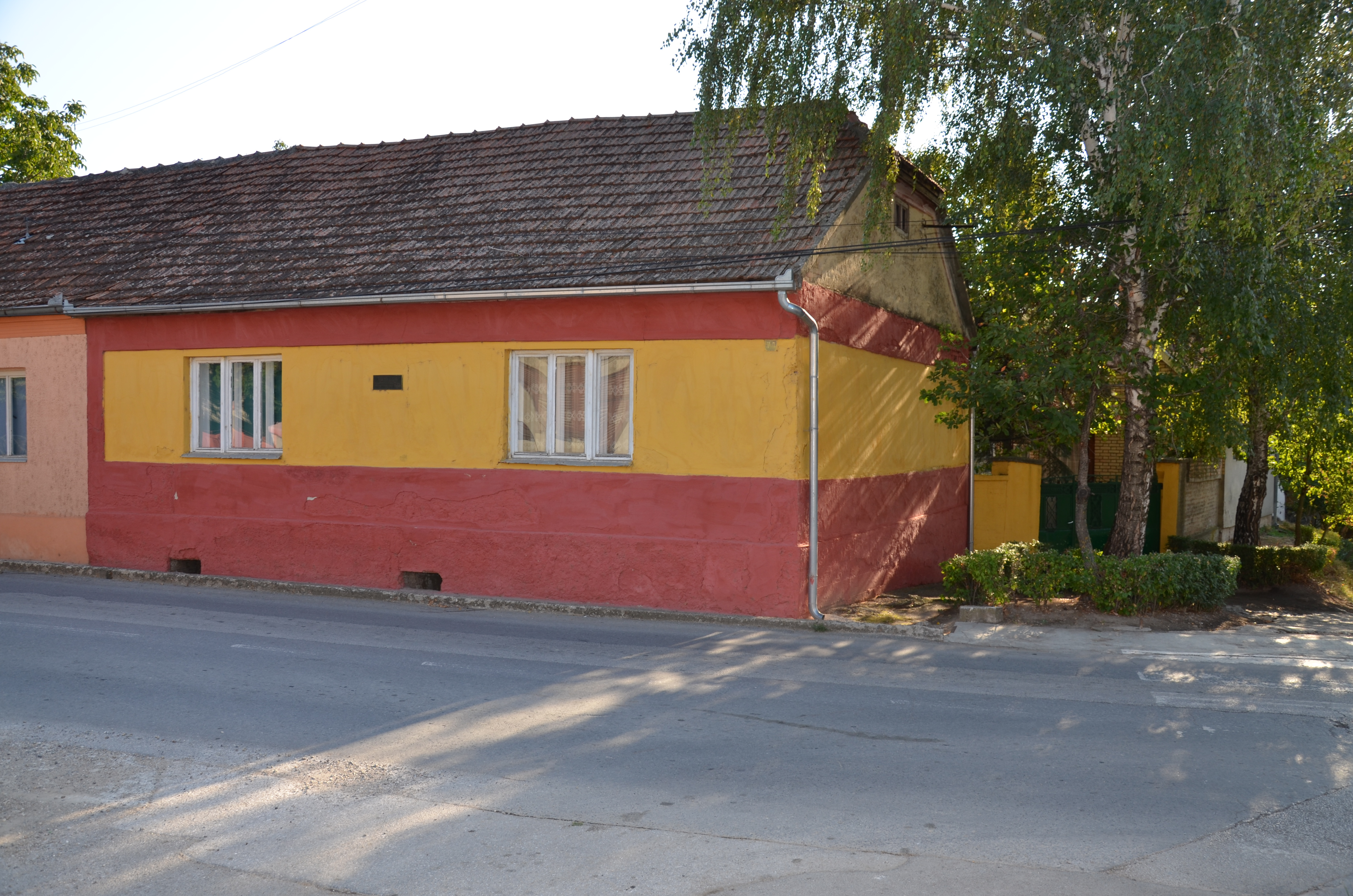
La maison de Milica Stojadinović Srpkinja à Vrdnik